# Radosław Sobolewski
Radosław Sobolewski (Białystok, 13. prosinca 1976.), poljski nogometaš. Igrao je na poziciji defenzivnog veznog igrača.

## Vanjske poveznice
- Sobolewski na stranici 90min.pl (polj.)